# Междурелсие
Междурелсието е разстоянието между вътрешните страни на релсите на железопътна линия, мерено перпендикулярно на оста на пътя на 14 mm от горния ръб на релсата. В наши дни най-разпространеното междурелсие, което често се нарича стандартно, е 1435 mm. То се използва при 60% от железопътните линии по света. Линиите с по-малко междурелсие се наричат теснолинейни.
Някои държави по света поддържат линии с различно междурелсие. В Русия и страните от бившия Съветски съюз например то е 1520 mm.